# Уинтер, Сидни
Сидни Грэм Уинтер (англ. Sidney Graham Winter; род. 20 апреля 1935, Айова-Сити, Айова) — американский экономист, эмерит-Deloitte and Touche профессор менеджмента в Уортонской школе бизнеса при Пенсильванском университете.

## Биография
Родился 20 апреля 1935 года в Айова-Сити, штат Айова, США.
Первый год обучения бакалавриата закончил в Айовском университете, затем переехал в Суортмор, штат Пенсильвания, где получил степень бакалавра по экономике (B.A.) с высокой честью в Суортмор-колледже в 1956 году. Степень магистра (M.A.) получил Йельском университете в 1957 году. В 1964 году был удостоен докторской степени по экономике (PhD) в Йельском университете в 1964 году.
Свою исследовательскую деятельность начал в должности экономиста-исследователя в корпорации RAND в 1959—1961 и 1966—1968 годах, сотрудником Совета экономических консультантов в 1961—1962 годах, консультантом Министерства обороны США в 1962 году.
Свою преподавательскую деятельность начал в должности ассистента профессора по экономике в Калифорнийском университете в Беркли в 1963—1966 годах, затем был профессором экономики и научным сотрудником Института исследований государственной политики Мичиганского университета в 1968—1976 годах. После являлся приглашенным профессором экономики в весеннем семестре 1976 года, профессором экономики Йельской школы менеджмента в 1976—1989 годах, затем Deloitte and Touche профессором менеджмента Уортонской школы бизнеса при Пенсильванском университете в 1993—2008 годах, содиректором Центра управления, стратегии, политики и организации Реджинальда Х. Джонса в 1999—2005 годах. В 2008 году вышел в отставку, став эмерит-профессором менеджмента в Уортонской школе бизнеса.
Являлся главным экономистом Счётной палаты США в 1989—1993 годах.
В настоящий момент является феллоу Общества стратегического менеджмента с 2009 года, почетным доктором (honoris causa) Лондонской школы бизнеса с 2009 года, почётным доктором науки по экономике и деловому администрированию Технологического университета Лаппеэнранта с 2008 года, почётным доктором (Doctoris Mercaturae honoris causa) Университета Южной Дании с 2006 года, феллоу Американской ассоциации содействия развитию науки с 1990 года, феллоу Эконометрического общества с 1978 года.
Семья
Женат на Э. Ривлин — также является известным экономистом.

## Вклад в науку
Соавтор (вместе с Р. Нельсоном) книги «Эволюционная теория экономических изменений» (An Evolutionary Theory of Economic Change, 1982), издание которой привело к появлению нового направления в науке — эволюционной экономики. 

## Награды
За свои достижения был неоднократно награждён:
- 2003 — вошёл в листинг Who’s Who in Economics, Who's Who in America;
- 2008 — премия Виипури за стратегический менеджмент от Общества школы экономики Виипури (Лаппеэнранта, Финляндия);
- 2012 — премия Шумпетера.